# Lavergne (Lot)
Lavergne é uma comuna francesa na região administrativa de Occitânia, no departamento de Lot. Estende-se por uma área de 8,82 km². Em 2010 a comuna tinha 464 habitantes (densidade: 52,6 hab./km²).